# NGC 2131
NGC 2131 je galaksija u zviježđu Zecu.

## Vanjske poveznice
- SEDS: NGC 2131